# Naiusu
Naiusu is een bestuurslaag in het regentschap Belu van de provincie Oost-Nusa Tenggara, Indonesië. Naiusu telt 374 inwoners (volkstelling 2010).